# Stelis intonsa
Stelis intonsa är en orkidéart som beskrevs av Carlyle August Luer och Endara. Stelis intonsa ingår i släktet Stelis och familjen orkidéer. Inga underarter finns listade i Catalogue of Life.